# Erik Byléhn
Bror Erik Byléhn (Bollnäs, 15 gennaio 1898 – Uppsala, 14 novembre 1986) è stato un mezzofondista e velocista svedese, specializzato negli 800 e 400 metri piani.
Nel 1924 prese parte ai Giochi olimpici di Parigi, dove vinse la medaglia d'argento nella staffetta 4×400 metri insieme ai connazionali Artur Svensson, Gustaf Wejnarth e Nils Engdahl. Partecipò anche alle gare dei 400 e 800 metri, ma in entrambi i casi non raggiunse la finale.
Nel 1928 tornò a gareggiare ai Giochi olimpici di Amsterdam: vinse la medaglia d'argento negli 800 metri e arrivò quarto nella staffetta 4×400 metri con Björn Kugelberg, Bertil von Wachenfeldt e Sten Pettersson.

## Palmarès
| Anno | Manifestazione  | Sede      | Evento                | Risultato     | Prestazione | Note |
| ---- | --------------- | --------- | --------------------- | ------------- | ----------- | ---- |
| 1924 | Giochi olimpici | Parigi    | 400 metri piani       | elim. qualif. | 50"6        |      |
| 1924 | Giochi olimpici | Parigi    | 800 metri             | elim. qualif. | n/d         |      |
| 1924 | Giochi olimpici | Parigi    | Staffetta 4×400 metri | Argento       | 3'17"0      |      |
| 1928 | Giochi olimpici | Amsterdam | 800 metri             | Argento       | 1'52"8      |      |
| 1928 | Giochi olimpici | Amsterdam | Staffetta 4×400 metri | 4º            | 3'15"8      |      |